# Манчано (Перуђа)
Манчано је насеље у Италији у округу Перуђа, региону Умбрија.
Према процени из 2011. у насељу је живело 52 становника. Насеље се налази на надморској висини од 514 м.